# 三根谷徹
三根谷 徹（みねや とおる、1920年3月7日 - 2000年9月5日）は、日本の言語学者。東京大学名誉教授。ベトナム(越南)語と中国音韻学を専攻。ベトナム語の漢字音が唐代の長安音にさかのぼることを明らかにした。

## 生涯
東京府出身。1943年東京帝国大学文学部言語学科卒。1969年東京大学文学部言語学科助教授、1971年教授。1980年定年退官、名誉教授、國學院大學教授。
1994年勲三等旭日中綬章受勲。1995年「中古漢語と越南漢字音」で日本学士院賞・恩賜賞賞。

## 著書
- 『越南漢字音の研究』東洋文庫〈東洋文庫論叢 第53〉 1972年
- 『中古漢語と越南漢字音』汲古書院 1993年

共著
- 『アイヌ語方言辞典』服部四郎編、知里真志保、木村彰一、山本謙吾、北村甫、田村すず子共著　岩波書店、1964年
- 『世界言語概説』下巻、市河三喜・服部四郎編、研究社、1955年（「安南語」の章を執筆）

## 論文
- ＜三根谷徹